# Antioch Cantemir
Antioch Kantemir (rum. Antioh Cantemir; ur. 1670, zm. 1726) – hospodar Mołdawii, w latach 1695–1700 i 1705–1707, z rodu Kantemir.

## Życiorys
Był synem hospodara Konstantyna Kantemira i starszym bratem hospodara Dymitra Kantemira. Objął tron mołdawski po usunięciu Konstantyna Duki, wspieranego przez hospodara wołoskiego Konstantyna Brâncoveanu, podejrzanego o paktowanie z wrogami Imperium Osmańskiego. Sam jednak także kontaktował się z Rosją (z którą rodzina Kantemirów później blisko się związała) i Austrią. W 1700 musiał ustąpić z tronu na rzecz Konstantyna Duki, powrócił jednak nań w 1705. Nadal szukał porozumienia z Rosją rządzoną przez Piotra Wielkiego, który planował wojnę z Turcją, nawiązał wówczas także kontakty z Franciszkiem II Rakoczym.